# David di Donatello 1959
La quarta edició dels premis David di Donatello, concedits per l'Acadèmia del Cinema Italià va tenir lloc el 26 de juliol de 1959 al Teatre grecoromà de Taormina. El premi consistia en una estatueta dissenyada per Bulgari.

## Guanyadors

### Millor director
- Alberto Lattuada - La tempesta

### Millor productor
- Dino De Laurentiis Cinematografica - La tempesta (ex aequo)
- Titanus - The Naked Maja (ex aequo)

### Millor actriu
- Anna Magnani - Nella città l'inferno

### Millor actriu estrangera
- Deborah Kerr - Taules separades (Separate Tables)

### Millor actor estranger
- Jean Gabin - Les Grandes Familles

### Millor pel·lícula estrangera
- Gigi de Vincente Minnelli

### Targa d'oro
- Renato Rascel, per la seva interpretació a: Policarpo, ufficiale di scrittura; de Mario Soldati
- Sophia Loren, per la seva interpretació a: The Black Orchid; de Martin Ritt
- Susan Hayward, per la seva interpretació a: Vull viure (I Want to Live!); de Robert Wise

### Premi internacional "Olimpo" pel teatre
- Joan Littlewood